# Cicha Woda Liptowska

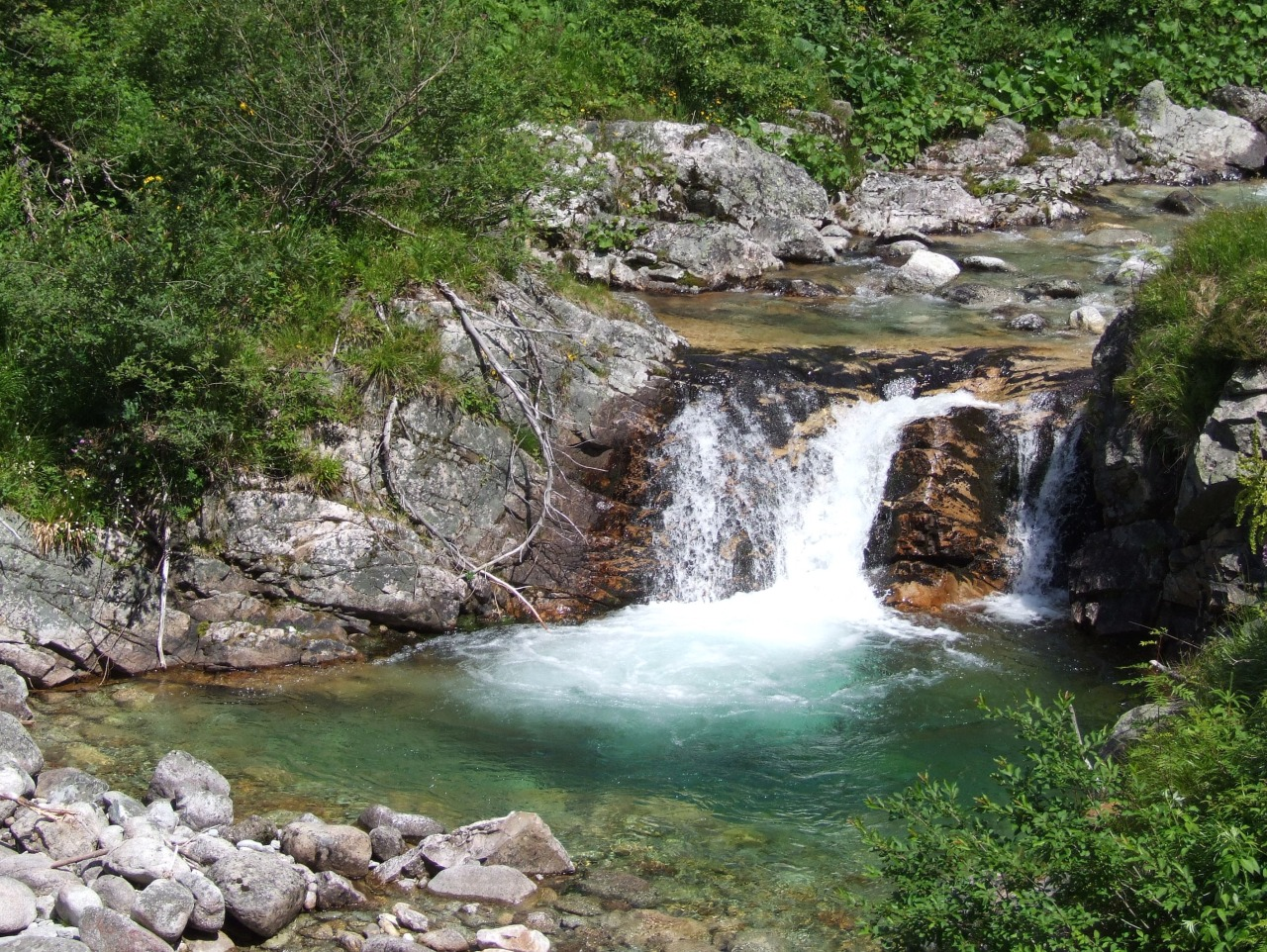
Kaskada poniżej Liptowskiego Koszaru

Cicha Woda Liptowska (słow. Tichý potok, niem. Tychabach, Stiller Bach, węg. Ticha-patak, Csendes-patak), zwykle nazywana po prostu Cichą Wodą – potok płynący przez Dolinę Cichą w słowackich Tatrach. Powstaje na wysokości ok. 1980 m n.p.m. poniżej Zaworów i Gładkiej Przełęczy w Dolinie Wierchcichej będącej górnym odgałęzieniem Doliny Cichej. Najwyższa część potoku płynąca Doliną Wierchcichą nazywana jest też Wierchcichym Potokiem. Po przepłynięciu ok. 14 km na wysokości ok. 976 m, nieco powyżej Podbańskiej, a poniżej Niżniej Cichej Polany Cicha Woda łączy się z Koprową Wodą, tworząc rzekę Białą Liptowską.
Nazwa potoku pochodzi od tego, że w porównaniu z Koprową Wodą i Białą Liptowską potok płynie stosunkowo cicho, dno Doliny Cichej bowiem ma niewielki spadek. Większa i malownicza kaskada występuje tylko nieco poniżej Liptowskiego Koszaru. Znajduje się tutaj nad Cichą Wodą galeryjka widokowa. W czasie suchego lata na niektórych odcinkach potok zanika zupełnie i w dolinie panuje wówczas cisza. Według polskich topografów Dolina Cicha stanowi granicę pomiędzy Tatrami Zachodnimi i Wysokimi, zatem część dopływów Cichej Wody znajduje się w Tatrach Zachodnich, część w Wysokich. Większymi prawobrzeżnymi jej dopływami są: Walentkowy Potok (Valentkov potok), Jaworowy Potok, Tomanowy Potok Liptowski, Wielki Hliński Potok, lewobrzeżnymi zaś: Temná Tichá, Wielki Rycerowy Potok (Veľký Licierov potok), Mały Rycerowy Potok (Malý Licierov potok), Rycerowy Potoczek (Licierov jarok), Magurský jarok, Szpani Potok (Špania voda), Pitná voda, Potok Koprowica (Kôprovický potok), Skryte Korycisko (Skrytý jarok) i Krzyżny Potok (Krížny potok).

## Szlaki turystyczne
Wzdłuż całego biegu potoku prowadzą szlaki turystyczne:
   – żółty z Podbańskiej przez całą dolinę i Liptowski Koszar, stąd czerwony na przełęcz Zawory i Gładki Wierch.
- Czas przejścia z Podbańskiej do rozdroża: 3:40 h, ↓ 3:30 h
- Czas przejścia od rozdroża na Zawory: 2:20 h, ↓ 1:40 h.

Czasy przejścia podane na podstawie mapy.